# 台湾有事
台湾有事（たいわんゆうじ）とは、台湾問題において、台湾島およびその周辺地域（台湾地区）に対する中国による軍事侵攻を想定した、一連の有事シナリオである。
中華人民共和国は台湾を不可分の領土である「核心的利益」とし、「一つの中国」の原則の元、国際社会の普遍的な共通認識だと主張している。2005年には台湾独立派に対する「非平和的手段」、つまり直接的軍事行動を国内的に合法化した反分裂国家法を成立させた。台湾が防衛のために米国からイージス艦やF-16シリーズ戦闘機を購入することに、同国は激しく反対している。
一方、中国と対立する米国は台湾との関係を強化しており、バイデン前大統領は有事の際には軍事的な関与も辞さない発言を重ねている。また2025年7月8日、 米CNNテレビはドナルド・トランプ大統領が就任前の2024年に開かれた献金者との非公開会合で、中国の習近平党総書記に対して台湾を侵攻すれば「北京を爆撃する」と伝えたことを披露する音声を報じた。

## 背景

### 台湾海峡ミサイル危機
1996年に行われた中華民国総統選挙で李登輝優勢の観測が流れると、人民解放軍は選挙への恫喝として軍事演習を強行した。基隆沖海域にミサイルを撃ち込むなどの威嚇行為を行い、台湾周辺では、一気に緊張が高まった。人民解放軍副総参謀長の熊光楷中将は、アメリカ国防総省チャールズ・フリーマン国防次官補に「台湾問題にアメリカ軍が介入した場合には、中国はアメリカ西海岸に核兵器を撃ち込む。アメリカは台北よりもロサンゼルスの方を心配するはずだ」と述べ、アメリカ軍の介入を強く牽制した。
アメリカ海軍は、これに対して、台湾海峡に太平洋艦隊の通常動力空母「インデペンデンス」とイージス巡洋艦「バンカー・ヒル」等からなる空母戦闘群（現：空母打撃群）、さらにペルシャ湾に展開していた原子力空母「ニミッツ」とその護衛艦隊を派遣した。その後米中の水面下の協議により、軍事演習の延長を中国は見送り、米国は部隊を海峡から撤退させた。その後中国軍（1996年当時、主力戦闘機はSu-27やJ-8やJ-8II）は軍の近代化を加速させている。
結果、総統選挙は台湾住民特に台湾本省人の大陸への反感に後押しされた李登輝が地滑り的な当選を果たした。

### 反国家分裂法
2005年、中国大陸は、台湾への武力侵攻を選択肢として肯定する反分裂国家法を制定させた。それを受け、中国人民解放軍に近いとされる閻学通清華大学国際問題研究所所長が、『国際形勢与台湾問題予測』という本を著し、その中で、「台湾独立派は、2008年北京オリンピックの開会式に合わせて、台湾独立宣言を行う可能性が高い」とし、「先制的な軍事攻撃でその意図をくじく必要がある。台湾海峡で軍事衝突が発生すれば、我が国の内需は極限まで拡大し、海外からも投資が流入する。台湾の軍事的な封じ込めに成功すれば、中国は世界第二の強国に躍り出るであろう」と主張した。
2005年7月14日、国防大学教授・中国人民解放軍少将の朱成虎が、『ウォール・ストリート・ジャーナル』や『フィナンシャル・タイムズ』など各国の報道機関を前に、アメリカが台湾有事に介入した場合、中国は核戦争も辞さないと発言し、「弱い勢力は、最大の努力で強い勢力の相手を打ち破るべきである」との持論を展開し、アメリカの数百の都市と引き換えに西安より東の都市すべてが壊滅することも厭わないと述べた。また、「（中国は一貫して）核兵器先制不使用」は軍事戦略の基本方針であり、非核の通常兵器による戦争になっても、先に核兵器は使用しないと宣言してきたが、「核兵器先制不使用」は「非核の国との戦争にのみ適用される原則だ」「この種の方針はよく変わる」と明言した。
日本政府はこの台湾問題に対して中立の立場を示しているが、2005年、日米の外交防衛担当閣僚が出席して行われた「日米安全保障会議」において、「台湾問題の平和的解決を希望する」とする日米共通戦略目標を発表し、日米両政府が協調して台湾問題への「関心」を表明した。
2006年10月9日、陳水扁総統が、中華民国国慶日（双十節）の式典に出席するため訪台した日華議員懇談会のメンバーと会見し、その席で北朝鮮が同日に地下核実験を実施したことを強く非難するとともに、日本とアメリカとの軍事交流を強化して、両国と準軍事同盟を構築する必要性を強調した。

## 近年の動向
2020年に台湾周辺で人民解放軍の活動が活発化していることも問題となっており、同年台湾が追跡した解放軍出撃数は過去最高の約380回に上った。
2021年3月23日、ジョン・アキリーノアメリカインド太平洋軍司令官はインド太平洋地域の安全保障環境について「最大の懸念は台湾に対する中国の軍事動向だ」と指摘した。
2021年4月16日、菅義偉内閣総理大臣とジョー・バイデン米国大統領は日米首脳共同声明を発表し、「自由で開かれたインド太平洋を形作る日米同盟」と明記した。自由で開かれたインド太平洋戦略に基づいたこの声明では尖閣諸島、南シナ海における中国の海洋権益に関する主張や台湾海峡問題、香港、新疆ウイグル自治区など中国の覇権主義的な動きに対応するものとして以下のように明記された。
中国大陸側はこれに対して内政干渉だとして「強い不満と断固反対」と反発した。
2021年4月17日、岸信夫防衛大臣は沖縄県の陸上自衛隊与那国駐屯地を視察し、「与那国に来ると、台湾はすぐ対岸で非常に近い。台湾の平和と安定は、地域そして国際社会の平和と繁栄にも結び付くものだ」と語った。
2021年6月1日、アメリカのマシュー・ポティンガー国家安全保障担当副補佐官は、「自衛隊には『台湾防衛は日本の防衛』という言葉がある。私は日本がこれに伴い、行動すると思う」と語り、台湾有事の際に日本が台湾防衛に参戦するという認識を示した。これについて韓国メディアの『news1』は、「近現代史で韓国と台湾の共通点があるとすれば、一時、日本の植民支配を受けた点だ。ところが韓国は反日感情が非常に強いのに比べて、台湾は反日感情が殆どない。むしろ日本を崇拝する『崇日』感情があるほどだ。台湾の近代化に日本が大きく寄与したという理由からだ」「国際経済の舞台で日本と台湾は最高の相性を見せている。国際経済で台湾が日本と連合し、韓国企業の後頭部を打つ（＝失望させる、の意味の慣用句）ことがたびたび発生するほどだ。台湾は私たちの常識ではちょっと理解できない部分のある国である」「植民地支配していた宗主国の義理だろうか? そのような台湾の保護に日本が乗り出している。日本はもし中国が台湾を侵略するなら、これに対抗して台湾を保護するという内心を隠さない」と報じている。
2021年6月28日、中山泰秀防衛副大臣がアメリカのシンクタンクであるハドソン研究所の講演で、「台湾は友人ではない。我々は兄弟であり、家族だ」と発言した。また、台湾を｢国家｣と表現した。
2021年7月1日、『フィナンシャル・タイムズ』が日米が台湾有事を想定して南シナ海や東シナ海で共同演習を行っていると報じた。日米は机上訓練も実施し、一連の演習・訓練には「最高機密」が含まれており、トランプ政権末期から、台湾有事などに関する作戦立案を本格化させ、南シナ海で「災害救援訓練」と称して共同演習を実施、尖閣諸島沖でも「中台間のあらゆる紛争」に備えて演習を行った。元米高官は「最終的な目標は、日米が台湾に関する『統合された戦争計画』を策定することだ」と述べた。
2021年7月5日に麻生太郎副総理は、中国が台湾に侵攻した場合、日本政府が安全保障関連法の定める「存立危機事態」に認定して、限定的な集団的自衛権を行使する可能性があるとの認識を示し、「（台湾で）大きな問題が起きると、存立危機事態に関係してくると言って全くおかしくない。そうなると、日米で一緒に台湾の防衛をしなければならない」と述べた。
2021年7月11日、陝西省宝鶏市の共産党政法委員会が台湾有事の際に日本を核攻撃する動画をインターネットに公開し、日本が台湾有事に首を突っ込んだら、「例外的に」核を使用してもいいと主張している。動画は「台湾解放を目指すわれわれの試みに、日本が武力で介入するなら、たとえ1兵卒、1機の軍用機、1隻の軍艦の派遣であっても、われわれはただそれを撃破するだけでなく、日本に対する全面戦争を開始すべきだ」として、「まず、核爆弾を落とす」「再び無条件降伏するまで、何発でも落とし続ける」、そして、日本の防衛力をたたき、「台湾海峡に兵力を割けなくなるまで」徹底的にたたいて、他国の内政問題に介入したら、どんな目に遭うかを思い知らせ、そのために「日本を核先制不使用の例外とすることで、われわれは日本と世界に警告できる。祖国統一を含め、わが国の内政問題に日本が軍事介入すれば、核が使用され、日本が無条件降伏するまで使用され続けることになる」と主張しており、核攻撃を行うことで、中国は尖閣諸島を日本から取り戻し、沖縄を日本の支配から解放できると述べている。この動画を台湾メディアの『自由時報』は、「喪心病狂（きちがい）」と評している。
2021年9月9日、台湾の国策研究院文教基金会が開催した日台の協力に関する座談会で、中山泰秀防衛副大臣が日本と台湾は「目と鼻の先」に位置していると言及した上で、何か起きれば「日本は台湾の平和と安定を自国のことのように扱い、他人事にはできない」と強調し、自民党の佐藤正久外交部会長も「台湾有事は日本有事」だとの見方を示した。これに対して中国外務省の趙立堅報道官は、「でたらめな発言」「強烈な不満と断固たる反対」「中国内政への干渉を直ちにやめるべきだ」として、日本側に抗議したと明らかにした。一方、台湾外交部の欧江安報道官は、今後の成り行きに好意的な見方を示し、各界の友人が台湾海峡の平和と安定に引き続き関心を向けることを歓迎するとして、台湾と日本の関係は友好的かつ密接であり、自由や民主主義、人権、法の支配といった基本的価値観を共有していると言及し、密接な経済関係を有し、互いに重要なパートナーだとし、今後も引き続き日本との各分野での友好的協力関係を拡大するとともに、強く確かなものにしていくと述べた。
2021年10月6日、台湾国防部の邱国正部長は同日の議会の会合で｢台湾海峡の軍事的緊張は過去40年で最も深刻｣と説明した。また、記者団に対して中国が台湾に攻撃を仕掛ける際に払う代償が2025年までに減少し、台湾に全面的な攻撃を仕掛けることが可能になるとの予測を示した
2021年11月、台湾民意基金会が行った世論調査では、台湾有事に際して「日本が出兵して台湾防衛に協力すると思うか」との設問に58.0 %が「見込みあり」、「見込み無し」は35.2 %、アメリカ軍については「見込みあり」が65.0 %であり、日米の台湾軍事支援に対する期待の高さが浮き彫りになった。
2021年12月1日、自民党の安倍晋三元首相は、台湾のシンクタンク主催の公開フォーラムにおいて、「台湾有事は日本、日米同盟の有事だ。この点の認識を習近平共産党総書記は断じて見誤るべきではない」と述べて、台湾に軍事的圧力を強める中国を牽制した。
2022年3月、ロシアによるウクライナ侵攻を受けて、台湾民意基金会が行った20歳以上の約1000人の台湾人を対象に行った世論調査では、ロシアによるウクライナ侵攻を目の当たりにした台湾人のうち、「台湾有事には自衛隊が参戦する」と回答した人は43.1 %（参戦しないは48.6 %）だった。アメリカ軍の参戦を信じる人は34.5 %（参戦しないは55.9 %）で、日本に対する信頼を下回った。台湾民意基金会は、「まれに見る悲観的な心境の急変」「各国がウクライナに派兵していない事実が、台湾人に大きな衝撃を与えた結果だ」と分析している。調査結果では、中国による台湾侵攻があった場合に台湾が単独で軍事対応しなければならないと心配する人は59.7 %、台湾のみでは中国による占領を防げないと考える人は78.0 %であり、防げると答えた人は15.8 %だった。
2022年6月28日、オーストラリアのシンクタンク・ローウィー研究所が実施したオーストラリアの世論調査によると、中国が台湾に侵攻、米国が介入した場合、オーストラリア軍が関与することに賛成と回答した人は2019年の調査より8ポイント増え51 %だった。
2022年8月2日アメリカ下院議長のナンシー・ペロシが台湾を訪問、翌3日に蔡英文総統と会談を行った。アメリカ下院議長の訪問は25年ぶりになる。中国はこれに反発して台湾を取り囲むような形で軍事演習を開始し、軍用機を台湾の防空識別圏に侵入させたり、日本のEEZ内にミサイル5発を打ち込むなど、威嚇行為を行った。
2023年4月、フランスの首相エマニュエル・マクロンが訪中して習近平共産党総書記と会談。帰国の途中で「台湾の危機はわれわれの危機ではない」との発言を行い台湾有事の際、マクロン政権は関与しない可能性を示唆した。

## CSIS想定「台湾有事」損失
米国の外交・国際問題のシンクタンク、戦略国際問題研究所（CSIS）が2023年1月9日に公表した報告書によると、中国が2026年に台湾に侵攻すると想定し24通りのシミュレーションを研究した。どのシミュレーションでも共通した事象として、最初の数時間で台湾海軍・空軍の大半が壊滅し、台湾は包囲され数万人の中国軍兵士が上陸する。CSISでは以下のような損害が出ると想定した。
| 国家別損失 | 艦艇                   | 航空機           | 死傷者      |
| ---------- | ---------------------- | ---------------- | ----------- |
| 中国       | 138隻                  | 155機            | 約2万2000人 |
| 台湾       | 26隻                   | 保有航空機の半数 | 約3500人    |
| 米国       | 空母2隻、水上艦7～20隻 | 270機            | 約6900人    |
| 日本       | 26隻                   | 122機            | ※記載なし   |

しかし上記損害を出しつつも結果は侵攻失敗は22例、中国勝利は2例となっている。中国が勝利する2つのシミュレーションは以下の通りである。
1. 米国が参戦しない
2. 日本が完全中立を守り、在日米軍基地でのアメリカの作戦行動を許可しない。

こうしたことから報告書では台湾防衛の要は日本だと指摘している。報告書では、日本政府が基地使用を許可した場合、米軍は三沢基地、横須賀基地、岩国基地、嘉手納基地で作戦準備を開始する。するとそれを阻止するために中国側はミサイル攻撃をしてくると想定。結果、日本国内の施設が被害を受け、日本自身も参戦する可能性が高いとされる。それが上記表の日本の損失数の想定である。一方、日本が米国に基地使用を許可しなかった場合、日米同盟を崩壊させる危険性があると報告書では指摘している。